# Limnophyes verpus
Limnophyes verpus är en tvåvingeart som beskrevs av Wang och Ole Anton Saether 1993. Limnophyes verpus ingår i släktet Limnophyes och familjen fjädermyggor.
Artens utbredningsområde är Sichuan (Kina). Inga underarter finns listade i Catalogue of Life.